# Eisschnelllauf-Sprintweltmeisterschaft 2018
Die 49. Eisschnelllauf-Sprintweltmeisterschaft wurde vom 3. bis 4. März 2018 im Jilin Provincial Speed Skating Rink in der chinesischen Stadt Changchun ausgetragen. Changchun war zum ersten Mal Austragungsort der Sprintweltmeisterschaften.

## Wettbewerb
Bei der Sprintweltmeisterschaft werden vier Strecken gelaufen, je zweimal über die Distanz von 500 m und 1.000 m, An beiden Tagen werden je zwei Strecken gelaufen. Wenn ein Sportler über eine Distanz am ersten Tag auf der Innenbahn startet, so startet er am zweiten Tag auf der Außenbahn oder umgekehrt. Nur die 24 besten Frauen und Männer nach drei Strecken qualifizieren sich für die vierte Strecke.
Die erzielten Zeiten werden in Punkte umgewandelt. Über 500 m entspricht die gelaufene Zeit der Punktzahl, über 1.000 m ergibt die gelaufene Zeit in Sekunden geteilt durch 2 die Punktzahl. Der Athlet mit der niedrigsten Gesamtpunktzahl nach vier Strecken gewinnt die Sprintweltmeisterschaft.

## Teilnehmer
- 44 Athleten nahmen an den Wettkämpfen teil, 21 Frauen[1] und 23 Männer[2]. Insgesamt waren 15 verschiedene Nationen vertreten.

| Australien Deutschland Finnland Japan Kanada | Südkorea Niederlande Norwegen Österreich Polen | Rumänien Russland Vereinigte Staaten Vereinigtes Königreich Volksrepublik China |

## Endergebnisse

### Frauen

#### Endstand
- Zeigt die zwölf erfolgreichsten Sportlerinnen der Sprint-WM.

| Rang | Name                   | 1. Lauf 500 Meter | 1. Lauf 1.000 Meter | 2. Lauf 500 Meter | 2. Lauf 1.000 Meter | Gesamt- punkte |
| ---- | ---------------------- | ----------------- | ------------------- | ----------------- | ------------------- | -------------- |
| 1    | Jorien ter Mors        | 37,97 (3)         | 1:14,62 (1)         | 37,86 (2)         | 1:15,19 (1)         | 150,735        |
| 2    | Brittany Bowe          | 38,21 (6)         | 1:14,96 (2)         | 38,26 (6)         | 1:15,93 (2)         | 151,915        |
| 3    | Olga Fatkulina         | 38,07 (5)         | 1:16,74 (7)         | 37,96 (3)         | 1:16,44 (5)         | 152,620        |
| 4    | Marrit Leenstra        | 38,53 (9)         | 1:15,31 (3)         | 38,75 (10)        | 1:15,98 (3)         | 152,925        |
| 5    | Hege Bøkko             | 38,60 (10)        | 1:16,24 (5)         | 38,50 (9)         | 1:16,38 (4)         | 153,410        |
| 6    | Angelina Golikowa      | 37,78 (2)         | 1:17,83 (10)        | 37,99 (4)         | 1:17,62 (8)         | 153,495        |
| 7    | Yu Jing                | 38,42 (8)         | 1:18,09 (11)        | 38,41 (7)         | 1:17,87 (9)         | 154,810        |
| 8    | Letitia de Jong        | 38,93 (11)        | 1:16,63 (6)         | 39,05 (11)        | 1:17,38 (7)         | 154,985        |
| 9    | Arisa Gō               | 38,06 (4)         | 1:19,09 (16)        | 38,43 (8)         | 1:18,01 (10)        | 155,040        |
| 10   | Gabriele Hirschbichler | 39,14 (12)        | 1:17,44 (8)         | 39,33 (13)        | 1:18,24 (11)        | 156,310        |
| 11   | Zhao Xin               | 39,61 (14)        | 1:18,92 (13)        | 39,58 (15)        | 1:18,93 (12)        | 158,115        |
| 12   | Jarica Tandiman        | 39,87 (15)        | 1:18,99 (15)        | 39,55 (14)        | 1:19,13 (13)        | 158,480        |
|      |                        |                   |                     |                   |                     |                |
| 21   | Vanessa Herzog         | 38,38 (7)         | 1:18,93 (14)        | DNS               |                     |                |

#### 1. Lauf 500 Meter
| Platz | Name                   | Land                | Zeit    | Punkte |
| ----- | ---------------------- | ------------------- | ------- | ------ |
| 1     | Nao Kodaira            | Japan               | 37,23 s | 37,230 |
| 2     | Angelina Golikowa      | Russland            | 37,78 s | 37,780 |
| 3     | Jorien ter Mors        | Niederlande         | 37,97 s | 37,970 |
| 4     | Arisa Gō               | Japan               | 38,06 s | 38,060 |
| 5     | Olga Fatkulina         | Russland            | 38,07 s | 38,070 |
| 6     | Brittany Bowe          | Vereinigte Staaten  | 38,21 s | 38,210 |
| 7     | Vanessa Herzog         | Österreich          | 38,38 s | 38,380 |
| 8     | Yu Jing                | Volksrepublik China | 38,42 s | 38,420 |
|       |                        |                     |         |        |
| 12    | Gabriele Hirschbichler | Deutschland         | 39,14 s | 39,140 |

#### 1. Lauf 1.000 Meter
| Platz | Name                   | Land               | Zeit        | Punkte |
| ----- | ---------------------- | ------------------ | ----------- | ------ |
| 1     | Jorien ter Mors        | Niederlande        | 1:14,62 min | 37,310 |
| 2     | Brittany Bowe          | Vereinigte Staaten | 1:14,96 min | 37,480 |
| 3     | Marrit Leenstra        | Niederlande        | 1:15,31 min | 37,655 |
| 4     | Nao Kodaira            | Japan              | 1:15,68 min | 37,840 |
| 5     | Hege Bøkko             | Norwegen           | 1:16,24 min | 38,120 |
| 6     | Letitia de Jong        | Niederlande        | 1:16,63 min | 38,315 |
| 7     | Olga Fatkulina         | Russland           | 1:16,74 min | 38,370 |
| 8     | Gabriele Hirschbichler | Deutschland        | 1:17,44 min | 38,720 |
|       |                        |                    |             |        |
| 14    | Vanessa Herzog         | Österreich         | 1:18,93 min | 39,465 |

#### 2. Lauf 500 Meter
| Platz | Name                   | Land                | Zeit    | Punkte |
| ----- | ---------------------- | ------------------- | ------- | ------ |
| 1     | Nao Kodaira            | Japan               | 37,72 s | 37,720 |
| 2     | Jorien ter Mors        | Niederlande         | 37,86 s | 37,860 |
| 3     | Olga Fatkulina         | Russland            | 37,96 s | 37,960 |
| 4     | Angelina Golikowa      | Russland            | 37,99 s | 37,990 |
| 5     | Darja Katschanowa      | Russland            | 38,20 s | 38,200 |
| 6     | Brittany Bowe          | Vereinigte Staaten  | 38,26 s | 38,260 |
| 7     | Yu Jing                | Volksrepublik China | 38,41 s | 38,410 |
| 8     | Arisa Gō               | Japan               | 38,43 s | 38,430 |
|       |                        |                     |         |        |
| 13    | Gabriele Hirschbichler | Deutschland         | 39,33 s | 39,330 |
| 21    | Vanessa Herzog         | Österreich          | DNS     |        |

#### 2. Lauf 1.000 Meter
| Platz | Name                   | Land               | Zeit        | Punkte |
| ----- | ---------------------- | ------------------ | ----------- | ------ |
| 1     | Jorien ter Mors        | Niederlande        | 1:15,19 min | 37,595 |
| 2     | Brittany Bowe          | Vereinigte Staaten | 1:15,93 min | 37,965 |
| 3     | Marrit Leenstra        | Niederlande        | 1:15,98 min | 37,990 |
| 4     | Hege Bøkko             | Norwegen           | 1:16,38 min | 38,190 |
| 5     | Olga Fatkulina         | Russland           | 1:16,44 min | 38,220 |
| 6     | Darja Katschanowa      | Russland           | 1:17,20 min | 38,600 |
| 7     | Letitia de Jong        | Niederlande        | 1:17,38 min | 38,690 |
| 8     | Angelina Golikowa      | Russland           | 1:17,62 min | 38,810 |
|       |                        |                    |             |        |
| 11    | Gabriele Hirschbichler | Deutschland        | 1:18,24 min | 39,120 |

### Männer
- Zeigt die zehn erfolgreichsten Sportler der Sprint-WM.

| Rang | Name                        | 1. Lauf 500 Meter | 1. Lauf 1.000 Meter | 2. Lauf 500 Meter | 2. Lauf 1.000 Meter | Gesamt- punkte |
| ---- | --------------------------- | ----------------- | ------------------- | ----------------- | ------------------- | -------------- |
| 1    | Håvard Holmefjord Lorentzen | 34,89 (1)         | 1:09,21 (2)         | 34,96 (1)         | 1:09,81 (4)         | 139,360        |
| 2    | Kjeld Nuis                  | 35,21 (12)        | 1:08,97 (1)         | 35,26 (14)        | 1:09,11 (1)         | 139,510        |
| 3    | Kai Verbij                  | 35,03 (7)         | 1:09,22 (3)         | 35,16 (11)        | 1:09,47 (3)         | 139,535        |
| 4    | Nico Ihle                   | 35,04 (9)         | 1:09,73 (5)         | 35,11 (7)         | 1:09,29 (2)         | 139,660        |
| 5    | Mika Poutala                | 35,00 (5)         | 1:09,82 (6)         | 35,10 (5)         | 1:09,87 (5)         | 139,945        |
| 6    | Mitchell Whitmore           | 35,00 (5)         | 1:09,95 (7)         | 35,06 (4)         | 1:10,10 (8)         | 140,085        |
| 7    | Piotr Michalski             | 35,03 (7)         | 1:10,03 (8)         | 35,15 (9)         | 1:10,07 (7)         | 140,230        |
| 8    | Ronald Mulder               | 34,98 (4)         | 1:10,33 (11)        | 35,04 (3)         | 1:10,83 (15)        | 140,600        |
| 9    | Alexei Jessin               | 35,32 (14)        | 1:10,14 (9)         | 35,15 (9)         | 1:10,32 (10)        | 140,700        |
| 10   | Daichi Yamanaka             | 34,92 (2)         | 1:10,85 (14)        | 35,10 (5)         | 1:10,67 (12)        | 140,780        |
| 11   | Cha Min-kyu                 | 35,19 (11)        | 1:10,29 (10)        | 35,27 (15)        | 1:10,64 (11)        | 140,925        |
| 12   | Laurent Dubreuil            | 35,07 (10)        | 1:11,04 (17)        | 34,99 (2)         | 1:10,82 (14)        | 140,990        |
|      |                             |                   |                     |                   |                     |                |
| 22   | Joel Dufter                 | 35,68 (20)        | DSQ                 | 36,59 (22)        |                     |                |

#### 1. Lauf 500 Meter
| Platz | Name                        | Land                | Zeit    | Punkte |
| ----- | --------------------------- | ------------------- | ------- | ------ |
| 1     | Håvard Holmefjord Lorentzen | Norwegen            | 34,89 s | 34,890 |
| 2     | Daichi Yamanaka             | Japan               | 34,92 s | 34,920 |
| 3     | Gao Tingyu                  | Volksrepublik China | 34,94 s | 34,940 |
| 4     | Ronald Mulder               | Niederlande         | 34,98 s | 34,980 |
| 5     | Mika Poutala                | Finnland            | 35,00 s | 35,000 |
| 5     | Mitchell Whitmore           | Vereinigte Staaten  | 35,00 s | 35,000 |
| 7     | Piotr Michalski             | Polen               | 35,03 s | 35,030 |
| 7     | Kai Verbij                  | Niederlande         | 35,03 s | 35,030 |
| 9     | Nico Ihle                   | Deutschland         | 35,04 s | 35,040 |
|       |                             |                     |         |        |
| 20    | Joel Dufter                 | Deutschland         | 35,68 s | 35,680 |

#### 1. Lauf 1.000 Meter
| Platz | Name                        | Land               | Zeit        | Punkte |
| ----- | --------------------------- | ------------------ | ----------- | ------ |
| 1     | Kjeld Nuis                  | Niederlande        | 1:08,97 min | 34,485 |
| 2     | Håvard Holmefjord Lorentzen | Norwegen           | 1:09,21 min | 34,605 |
| 3     | Kai Verbij                  | Niederlande        | 1:09,22 min | 34,610 |
| 4     | Sebastian Kłosiński         | Polen              | 1:09,71     | 34,865 |
| 5     | Nico Ihle                   | Deutschland        | 1:09,73 min | 34,865 |
| 6     | Mika Poutala                | Finnland           | 1:09,82 min | 34,910 |
| 7     | Mitchell Whitmore           | Vereinigte Staaten | 1:09,95 min | 34,975 |
| 8     | Piotr Michalski             | Polen              | 1:10,03 min | 35,015 |
|       |                             |                    |             |        |
| 23    | Joel Dufter                 | Deutschland        | DSQ         |        |

#### 2. Lauf 500 Meter
| Platz | Name                        | Land                | Zeit    | Punkte |
| ----- | --------------------------- | ------------------- | ------- | ------ |
| 1     | Håvard Holmefjord Lorentzen | Norwegen            | 34,96 s | 34,960 |
| 2     | Laurent Dubreuil            | Kanada              | 34,99 s | 34,990 |
| 3     | Ronald Mulder               | Niederlande         | 35,04 s | 35,040 |
| 4     | Mitchell Whitmore           | Vereinigte Staaten  | 35,06 s | 35,060 |
| 5     | Mika Poutala                | Finnland            | 35,10 s | 35,100 |
| 5     | Daichi Yamanaka             | Japan               | 35,10 s | 35,100 |
| 7     | Nico Ihle                   | Deutschland         | 35,11 s | 35,110 |
| 8     | Gao Tingyu                  | Volksrepublik China | 35,12 s | 35,120 |
|       |                             |                     |         |        |
| 22    | Joel Dufter                 | Deutschland         | 36,59 s | 36,590 |

#### 2. Lauf 1.000 Meter
| Platz | Name                        | Land               | Zeit        | Punkte |
| ----- | --------------------------- | ------------------ | ----------- | ------ |
| 1     | Kjeld Nuis                  | Niederlande        | 1:09,11 min | 34,555 |
| 2     | Nico Ihle                   | Deutschland        | 1:09,29 min | 34,645 |
| 3     | Kai Verbij                  | Niederlande        | 1:09,47 min | 34,735 |
| 4     | Håvard Holmefjord Lorentzen | Norwegen           | 1:09,81 min | 34,905 |
| 5     | Mika Poutala                | Finnland           | 1:09,87 min | 34,935 |
| 6     | Michail Koslow              | Russland           | 1:10,00 min | 35,000 |
| 7     | Piotr Michalski             | Polen              | 1:10,07 min | 35,035 |
| 8     | Mitchell Whitmore           | Vereinigte Staaten | 1:10,10 min | 35,050 |